# 深圳地鐵27號線
深圳地铁27号线是深圳地铁的一条建设中的路线。连接龙华区和南山区。

## 历史沿革

27号线上报方案图

按初期規劃，线路起自深圳灣體育中心，终至崗頭站。而按照《深圳市城市軌道交通第四期建設規劃調整（2017-2022）》，此綫將起自前海深港現代服務業合作區，終至雪象南，另有支线往富士康深圳工厂。
根据《深圳市城市軌道交通第五期建設規劃（2023-2028）》，27号线1期已列入，为岗头西站至松坪村站，而原先的支线取消。
2024年9月，地铁集团发布《深圳市城市轨道交通27号线一期工程环境影响报告书》进行第二次环评公示，东延段从岗头西开始改为折向东南，设吉华医院及杨美北站，至于岗头及雪象南站则未有说明是否取消。

## 建設
2024年5月25日，深圳地鐵27號線一期油福站前期工程場地順利圍閉。

## 车站及接驳路线
根据近期规划，27号线一期与其它线路换乘的车站有：
- 西丽高铁站：换乘13号线、15号线、29号线及深惠城际铁路。地鐵樞紐車站隨國鐵西丽站改建时統一設計，同步建成。
- 西丽站：换乘5号线、7号线。建造时将使用7号线月台内原计划为13号线使用的预留节点，为跨月台换乘。
- 深大丽湖站：换乘7号线，7号线东延段建设时预留情况未知。
- 长岭陂站：换乘5号线，5号线建设时未预留。
- 白石龍站：换乘4号线，4号线建设时未预留。
- 油福站：轉乘25号线。兩線車站統一設計，同步施工。
- 松和站：换乘22號綫。兩線車站統一設計，同步施工。
- 岗头站：换乘10号线，10号线建设时未预留。
- 吉华医院站：轉乘25号线。兩線皆為遠期線路，轉乘方式未知。

根据远期规划，27号线与其它线路换乘的车站有：
- 前灣公園站：换乘5号线，5号线建设时未预留
- 怡海站：换乘9号线，9号线建设时未预留
- 南光站：换乘12号线，12号线建设时未预留
- 名海站：经创业路换乘15号线，15号线预留情况尚无从得知
- 人才公园站：换乘13号线，13号线建设时预留情况未知
- 高新南站：换乘9号线，9号线建设时未预留
- 高新园站：换乘1号线及20号线，1号线和20号线建设时未预留
- 杨美站：换乘5号线，5号线建设时未预留